# Hiroki Shimowada
Hiroki Shimowada (下和田 ヒロキ, Shimowada Hiroki), né le 8 avril 1976 à Minokamo (préfecture de Gifu), mais ayant grandi à Kuwana (Préfecture de Mie), est un seiyū japonais.

## Rôles

### Anime
- Bakuman : Shouyou Takahama
- JoJo's Bizarre Adventure : Toshikazu Hazamada
- Médaka Box : Kizashi Yuubaru
- Re:Zero kara Hajimeru Isekai Seikatsu : Tivey Pearlbaton